# Nationalpark Llanganates
Der Nationalpark Llanganates ist ein Naturschutzgebiet in Ecuador.
Der Park befindet sich in den Provinzen Cotopaxi, Napo, Pastaza und Tungurahua etwa 50 km südwestlich der Provinzhauptstadt Tena. Der Name Llanganates bedeutet in der Quechua-Sprache „schöner Berg“ und bezieht sich auf den 4571 m hohen Cerro Hermoso (spanisch: „schöner Berg“), die höchste Erhebung des Parks. Der Nationalpark umfasst auf einer Fläche von über 200.000 ha mehrere klimatisch verschiedene Höhenzonen zwischen 602 und 4571 m über dem Meeresspiegel. Die biologische Vielfalt im Park ist hoch.
Der Park ist außerdem durch die Legende über einen versteckten Inka-Goldschatz des Atahualpa bekannt. 

## Ökologie
Im Park überschneiden sich verschiedene ökologische Zonen. Der westliche Bereich ist hoch gelegen und dem Páramo zuzuordnen. Hier gibt es einsame, menschenleere Landschaften mit hohen Gipfeln und tiefen Tälern und bildet den Lebensraum für Vikunjas, Lamas und Alpakas.
Der östliche Bereich liegt an den Osthängen der Anden und grenzt an die Regenwälder des Amazonasgebietes. Hier gedeihen artenreiche Gebirgswälder. Dieses Gebiet ist aufgrund seiner Hanglagen und der zahlreichen Gebirgsflüsse unzugänglich.

### Fauna und Flora
Im Park kommen über 800 Pflanzenarten vor. 
Zu den seltenen und geschützten  Tieren des Parks zählen Puma, Jaguar, Tapir, Ozelot, verschiedene Affenarten, Capybara, Brillenbär, Wiesel, Füchse sowie der Andenkondor, der Tukan, verschiedene Papageienarten und der Andenklippenvogel.